# Pasiego

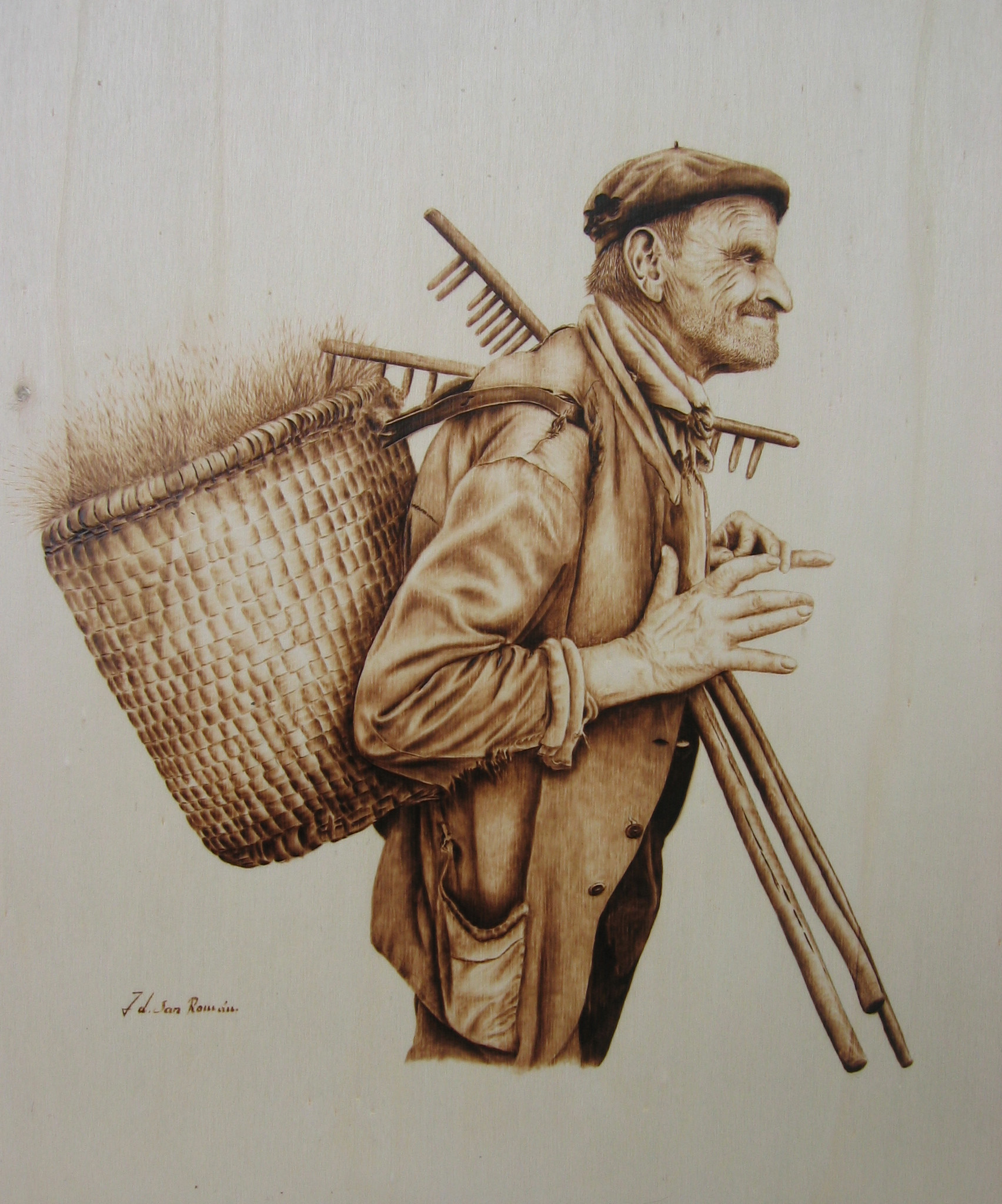
Pasiego transportando un cuévano. Pirograbado sobre tabla, elaborado a partir de fotografía de la colección Zubieta (Santander).

Los pasiegos son un pueblo o etnia originaria de la Pasieguería. Este territorio español, situado en su mayor parte en la comunidad autónoma de Cantabria, comprende las cabeceras de los valles de los ríos Miera, Pisueña y Pas, río este último del que toman el nombre, estos pueblos pasiegos se llaman: San Pedro del Romeral, Vega de Pas y San Roque de Riomiera, así como los cuatro valles más  de Las Machorras (Trueba, La Sia, Lunada y Rioseco), ubicado en Espinosa de los Monteros, en Burgos. También es utilizado el gentilicio «pasiego» para los habitantes de áreas colindantes que, si bien no pertenecen a la Pasieguería, siguen o siguieron los usos y costumbres tradicionales de los pasiegos, como la trasterminancia, el uso del cuévano y la construcción de cabañas al estilo pasiego.
Administrativamente, la parte cántabra del territorio tradicionalmente pasiego se engloba en la moderna comarca de los Valles Pasiegos, que comprende, además de la Pasieguería, los valles de Luena, Carriedo, Toranzo y Cayón. Por este motivo, se usa a veces el gentilicio pasiego para referirse a los habitantes de toda la comarca, aunque este no ha sido el uso tradicional y resulta más apropiado usar para cada valle su propio gentilicio: carredano, torancés, cayonés, etc.

## Etimología
Dice Lasaga Larreta haber visto en la España Sagrada que el río Pas recibía el nombre de "Gurueva" alrededor del siglo X, nombre conservado en el del barrio de La Gurueba, en Vega de Pas. Pero existen citas más antiguas en las que se refieren al río con el nombre actual. La más antigua conocida se encuentra en un pergamino de donación del conde Gundesindo del año 816 de unas heredades al monasterio de Fístoles, que se cree estaba en la localidad de Esles. El documento se encuentra en el fondo español de la Academia de las Ciencias de San Petersburgo en Rusia, aunque se conserva una copia del s XVIII en el Archivo de Silos. En la donación se menciona la villa “que dicunt Eçe cum suos monasterios, sancte Marie et Sancti Petri et Pauli que est juxta flumen que dicunt Pas”. La denominación Pas puede documentarse posteriormente en el s XI, en una donación al monasterio de San Salvador de Oña por el conde Sancho García 1084. Algunos estudiosos defienden desde el siglo XVIII que dicho nombre proviene del latín PAX (paz), aludiendo a una posible paz entre cántabros y romanos, aunque esta teoría parece apoyarse más en tradiciones legendarias que tendrían su origen en la interpretación del vicario de La Vega, Fernández Alonso, de la Chronica de los Príncipes de Asturias y Cantabria  referida por este al geógrafo don Tomás López. Otros, como Lasaga Larreta, defienden la teoría algo anterior de que éste proviene de la palabra passagio, que aduce a un impuesto que se debía pagar a Castilla por el tránsito de ganados. Este tributo se generalizó en la Edad Media, en la época en que puede encontrarse el topónimo Pas en fuentes escritas. Finalmente, otros, como Adriano García Lomas, atribuye el origen de la voz al latín passus (paso), o  “garganta estrecha y difícil de un monte”.

## Historia
Los pasiegos son mencionados quizás por primera vez en el año 1011 con la donación del conde Sancho de Castilla de los derechos de pastoreo en los montes del Pas (junto a los ríos Miera y Pas) y muchas otras zonas al Monasterio de San Salvador de Oña. A partir de 1206 una zona más reducida y correspondiente con estos montes pasó a depender de Espinosa de los Monteros gracias a la Carta donante del Rey Alfonso VIII a sus Monteros de Cámara, libres y exentos de pago por peajes o pastoreo por estos montes reales, y poco a poco se fueron poblando de la forma peculiar conocida aunque aún en el siglo XV todavía era una zona poco habitada. Esta Villa, Espinosa de los Monteros, fue su capital económica, administrativa y espiritual durante siglos hasta la contención y creación de la parroquia de Santa María como municipio hacia el 1600.
Así describía en 1816 Alexandre de Laborde en su Itinerario descriptivo de las provincias de España a las gentes del valle del Pas:

Sus habitantes, conocidos con el nombre de paciegos, se dedican comúnmente al tráfico de muselinas y otras telas, extendiéndose por todas las provincias de España. Es de admirar la robustez y valor de las paciegas, quienes por una marcha, cargan sobres sus espaldas, un cuévano lleno de mercancías de un peso considerable. Sus costumbres son sin duda muy duras, pues se conservan sanas, y generalmente son preferidas para nodrizas en la corte y en otros muchos lugares de consideración. Sin embargo, no se puede negar que los paciegos son demasiado aficionados al contrabando, y bajo este aspecto causan gravísimos perjuicios a la Hacienda, contribuyendo a ello las mujeres como los hombres. Estos usan diestramente de un palo largo y grueso para saltar arroyos y breñas, huyendo de las rondas del resguardo.

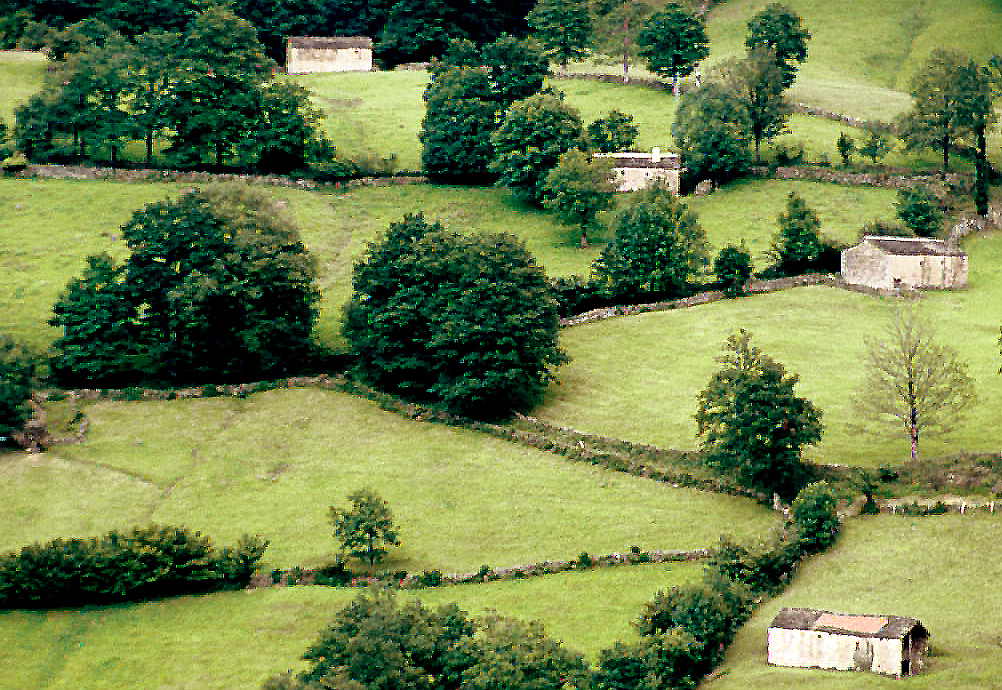
Paisaje de bocage con cabañas pasiegas.

La pasiega ha sido siempre una sociedad pastoril étnicamente bien definida y delimitada geográficamente: los valles altos del Pas, Miera, y Pisueña, todos dentro de los límites de Cantabria y las montañas de Burgos. Son valles de terreno quebradizo y pendientes escarpadas. Abundan los prados altos de tipo alpino y bosques naturales de fronda caducifolias y algunos mixtos de coníferas en un área geológica de carácter kárstico. La población está diseminada en viviendas pastoriles con una tipología específica, denominadas cabañas pasiegas. Su economía siempre ha girado en torno a la ganadería vacuna lechera, aunque anteriormente al siglo XIX en que ésta se intensifica de forma casi exclusiva era conocida y practicada de forma pareja la ganadería caprina. Han practicado una ganadería trasterminante que les llevaba a realizar regímenes de mudanza desde las zonas de pastos de montaña a otras en los fondos de los valles. Este acto, llamado "muda" y todo lo que conllevaba, repercutió en la etnografía del área pasiega, desde la arquitectura de las viviendas pasiegas hasta el paisaje de los valles. No obstante, el carácter trasterminante de los pasiegos prácticamente ya ha desaparecido. No su economía ganadera, dedicada a la venta de ganado vacuno y leche, que de siempre ha tenido una presencia comercial más allá de los mercados locales o regionales. Fueron y continúan siendo buenos ganaderos. Introdujeron la raza de vaca frisona durante la segunda mitad del siglo XIX, lo que transformó de manera sustancial la economía pasiega por ser un animal de mayor producción lechera a la antigua raza pasiega autóctona.
Espinosa de los Monteros, en la provincia de Burgos; Se trata de una de los cuatro Valles Pasiegos, siendo el más extenso y poblado, y el único perteneciente a la provincia burgalesa. El Valle de Espinosa de los Monteros a su vez se divide en cuatro valles pasiegos como son el de Rioseco, La Sía, Lunada (el más ancho) y Estacas de Trueba, el más luminoso y poblado.

## Clasificación
Existen varias teorías que tratan de encontrar una explicación a sus orígenes y carácter multiétnico propio. La más fácil de adjudicar y de extendida leyenda por toda la península para otros grupos sospechosos de acusar en impureza es la que ve que estos haplogrupos fueron introducidos por la reubicación de poblaciones mozárabes (durante la Reconquista) o, más difícilmente aún, por el asentamiento de población morisca en diversas áreas de la antigua Corona de Castilla, para dispersar a estas poblaciones tras la Revuelta de las Alpujarras en el antiguo Reino de Granada. Sin embargo, estas fueron hechas en tiempos históricos que se recogieron en documentación, y los montes de Pas y su jurisdicción prohibían desde el reinado de los reyes Católicos la residencia en los valles de personas de religión hereje o conversos. Así mismo, habría que destacar la importancia del cerdo en la alimentación tradicional de los pasiegos, excluida esta de las dietas de los moriscos propias de la religión musulmana.
La moderna investigación genética les ha encontrado afinidades con el norte de África. En Haplogrupos del cromosoma masculino Y en el ADN, se les han encontrado un porcentaje del 41% del llamado "bereber" E1b1b1b (M81), característico del Magreb y presente de forma minoritaria en zonas del sur del continente europeo. El resto de los haplogrupos masculinos son mayoritariamente los más comunes en el Oeste europeo, aunque también se presentan el haplogrupo G y R1a (7,3% y 18,3% respectivamente) poco frecuentes en Europa Occidental, siendo en el Este europeo en donde son más comunes. Es también conocido, el asentamiento de soldados de origen eslavo, en territorios de al-Ándalus, como parte de los ejércitos musulmanes. Sin embargo, el principal haplogrupo del cromosoma masculino Y es, al igual que en el resto de Europa Occidental, el R1b1a2 (R-M269), que alcanza a un 45,8% de la población pasiega.
Es también marcada su relación con poblaciones humanas distantes, a través del ADN mitocondrial femenino en sus haplogrupo U6 (más común también en África) y el haplogrupo V del cual se cree ser su elemento humano más antiguo y precursor, ya que son hallados ambos también entre otras poblaciones de la Europa Atlántica, y se cree que son las que emigraron hacia el Norte europeo tras la última Glaciación, al comienzo del Mesolítico, hallándose entre los lapones (Saami) en porcentaje más alto, pero de variación genética interna menor, de donde es evidente su filiación como "brotes menores" y posteriores, aunque demográficamente sean más numerosos hoy en día que en la península ibérica.

## Dialecto
El dialecto pasiego (pasiegu) pertenece al grupo oriental de los dialectos montañeses, siendo una variedad muy distintiva del mismo y, tal vez, la mejor conservada. Algunos consideran al pasiego un habla de transición entre el castellano y el asturleonés.

### Clasificación
El dialecto pasiego presenta la mayoría de las características fundamentales de los dialectos asturleoneses que describió el famoso lingüista Ramón Menéndez Pidal. Las que siguen en mayor uso son:
- La epéntesis de la yod en la terminación de las palabras es muy frecuente. Ejemplos: lluvizniar ([ʎubiθ̬nj'äɾ]): lloviznar; hipiar ([ipj'aɾ]): hipar.
- Las vocales finales son cerradas. Existen tres fonemas finales: /i/, /u/ y /a/, presentando este último alófonos que tienen a cerrarse, como [ɐ], [ɜ] o incluso [ə]. Ejemplos: Selaya [se'laʝɜ]: Selaya.
- La r del infinitivo se asimila con la consonante inicial del pronombre enclítico. Ejemplo: cansasi: cansarse.
- Los verbos incoativos tienen [θ] analógica en todas sus formas. Ejemplos: merezu:merezco; conduzu: conduzco.

Las que han decaído más rápidamente y muestran hoy un peor estado de conservación:
- Diptongo en la terminación del imperativo plural. Ejemplo: "ayudai": ayudad.
- Conservación del grupo consonántico -MB- latino. Ejemplo: lambión:  goloso.
- El primer elemento del grupo latino deltal/labial + consonante da -l- en algunas formas. Ejemplo: acaldar: recoger, preparar.

Algunos fenómenos propios de las hablas asturleonesas no se dan en absoluto en el habla pasiega:
- Palatalización de la L- inicial latina. Ejemplo: asturiano central Lluna contra pasiego Luna.

### Distribución
Hoy en día el dialecto ha experimentado un fuerte retroceso, conservándose en unos pocos enclaves en las zonas más remotas de la comarca y relegado al uso familiar o de las personas mayores. De no ejecutarse acciones urgentes, el pasiego desaparecerá para siempre en algunos años, a medida que sus últimos hablantes vayan muriendo.
Sin embargo, si nos atenemos al hecho más distintivo del dialecto pasiego, la metafonía vocálica, podríamos hablar de que hace relativamente pocas décadas, era posible hablar de una distribución mucho más amplia, existiendo registro de su uso activo en la totalidad del territorio de los municipios de Vega de Pas, San Pedro del Romeral y San Roque de Riomiera, así como la mayoría del territorio de los municipios de Selaya, Espinosa de los Monteros y algunas zonas de Villacarriedo y Luena; incluso en territorios que se consideran tradicionalmente fuera de la Pasieguería, como Saro, Santa María de Cayón, Penagos, Liérganes, Arredondo o Soba.

#### Subdivisiones
Dentro del pasiego, y en sus zonas de mejor conservación, es posible hacer una subdivisión del dialecto atendiendo a algunos rasgos marginales. Así separaríamos:
- Subdialecto meridional: que comprendería Vega de Pas, San Pedro del Romeral y valles de Espinosa de los Monteros. Este subdialecto está más expuesto al influjo del castellano, especialmente del castellano rural, más vulgar.
- Subdialecto septentrional: que comprendería San Roque de Riomiera y las cabeceras de Selaya: Pisueña, Campillo y Bustantegua. Este subdialecto está menos expuesto al castellano y mantiene un mayor número de arcaismos.
  - Cierre de la -a final hasta alcanzar un timbre similar al de una -e abierta.
  - Tendencia a ensordecer la vocal final.

El subdialecto meridional tiene una única desinencia verbal para la 1.ª y 2.ª personas del plural (nosotros y vosotros) de los verbos de la 2.ª y 3.ª conjugación (-er, -ir), mientras que el subdialecto septentrional mantiene una distinción. Existen numerosas diferencias de vocabulario.

## Pasiegos destacados
- Enrique Diego-Madrazo y Azcona (Vega de Pas), conocido como doctor Madrazo. Cirujano.
- Luis Ortiz (San Pedro del Romeral), conocido por fundar la multinacional de helados Miko
- María Isabel Fernández Gutiérrez (Selaya), medallista olímpica en judo.
- Jesús Ibáñez Alonso (San Pedro del Romeral), catedrático de sociología en la Universidad Complutense de Madrid.
- Jacinto Pellón Díaz (Soto-Iruz), Ingeniero de Caminos, Comisario Exposición Universal de Sevilla (1992).